# Johannes Rahn (Fußballspieler)
Johannes Rahn (* 16. Januar 1986 in Hachenburg) ist ein deutscher Fußballspieler.

## Karriere
In der Saison 2003/04 wechselte der Stürmer zur TuS Koblenz, bei der er zunächst in der A-Jugend spielte. In der folgenden Saison gehörte er zum Kader der 1. Mannschaft, mit der er 36 Regionalligaspiele absolvierte. In der Saison 2005/06 feierte er mit der Mannschaft den Aufstieg in die 2. Bundesliga. In der Saison 2006/07 kam er zu 20 Zweitliga-Einsätzen, bei denen er zwei Tore erzielte.
Zum 1. Juli 2007 wechselte Rahn zum VfB Stuttgart. Er erhielt dort einen Lizenzspielervertrag über zwei Jahre, kam aber nur in der zweiten Mannschaft des VfB zum Einsatz. Zur Saison 2009/10 kehrte er zur TuS Koblenz zurück, bei der er einen Vertrag bis Juni 2011 unterzeichnete.
Mit Ablauf der Saison 2010/11 unterschrieb Rahn einen Vertrag beim Zweitliga-Absteiger Arminia Bielefeld für die Saison 2011/12. Sein erstes Tor erzielte er am 1. Spieltag bei der 1:2-Niederlage gegen den VfB Stuttgart II, als er in der 14. Minute das 1:0 schoss. Mit der Arminia gewann Rahn zweimal den Westfalenpokal und stieg 2013 in die 2. Bundesliga auf.
Nach dem direkten Wiederabstieg der Arminia wechselte Rahn zum Drittligaaufsteiger SC Fortuna Köln. Zur Saison 2017/2018 ging er weiter zur Sportvereinigung Elversberg gewann dort den Saarlandpokal. Seit dem Sommer 2018 steht er nun beim Rheinlandligisten SV Eintracht Windhagen unter Vertrag.

## Erfolge
- Drittligaspieler des Monats, November 2011[2]
- Aufstieg in die 2. Bundesliga mit Arminia Bielefeld, 2013
- Westfalenpokalsieger mit Arminia Bielefeld, 2012 und 2013
- Saarlandpokalsieger mit der SV Elversberg 2018